# Dendrobium melinanthum
Dendrobium melinanthum är en orkidéart som beskrevs av Rudolf Schlechter. Dendrobium melinanthum ingår i släktet Dendrobium, och familjen orkidéer. Inga underarter finns listade i Catalogue of Life.